# Teenage Mutant Ninja Turtles 3: Mutant Nightmare
Teenage Mutant Ninja Turtles 3: Mutant Nightmare est un jeu vidéo de type beat them all développé par Konami Computer Entertainment Studios et édité par Konami Digital Entertainment, sorti en 2005 sur GameCube, PlayStation 2, Xbox et Nintendo DS.
Il est basé sur la série animée Les Tortues Ninja de 2003.